# Gholam-Reza Afkhami

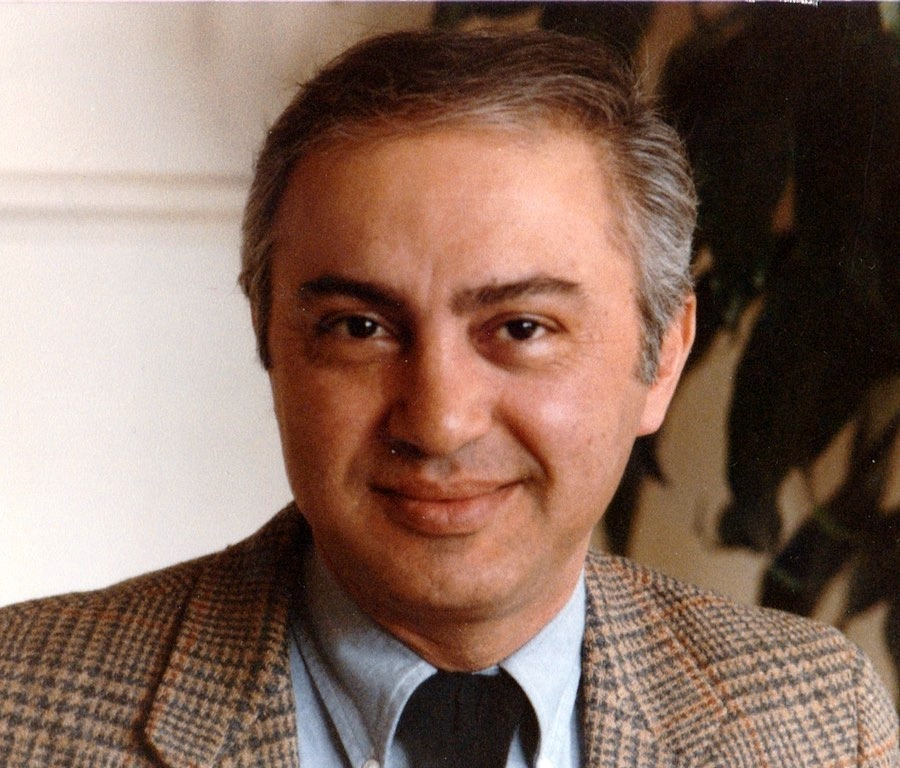
Gholam-Reza Afkhami

Gholam-Reza Afkhami (persisch غلامرضا افخمى, DMG Ġolām-Reżā Afḫamī; geboren 1936 in Teheran, Iran; gestorben 26. August 2024 in den USA) war ein Gelehrter und Direktor am Forschungsinstitut für Sozialwissenschaft und Internationale Studien der Stiftung für Iran-Studien in Washington, D.C. mit Schwerpunkt Geschichte, Kultur, Wirtschaft und Politik Irans.

## Berufliches Leben
Von 1967 bis 1979 hatte Afkhami eine Professur für Politikwissenschaft und bis 1974 auch das Amt des Außerordentlichen Dekans der Fakultät für Wirtschafts- und Politikwissenschaften an der Nationaluniversität von Iran inne. Von 1974 bis 1975 war er stellvertretender Innenminister, danach bis 1979 Generalsekretär des von Aschraf Pahlavi geleiteten Iranischen Nationalkomitees zur weltweiten Alphabetisierung.
Ab 1980 forschte er als Gasthörer am Hoover-Institut für Revolution, Krieg und Frieden an der Stanford-Universität über die Entwicklungsprobleme der Länder der „Dritten Welt“ und dozierte über die Beziehungen der Vereinigten Staaten zu den Ländern im Nahen und Mittleren Osten. Während dieser Zeit begann er mit einer Arbeit über die iranische Revolution.
Afkhami war mit Mahnaz Afkhami verheiratet, der früheren iranischen Ministerin für Frauenangelegenheiten, mit der er einen Sohn hatte. Das Ehepaar lebte in Bethesda.
Afkhami starb am 26. August 2024 im Alter von 87 Jahren in den Vereinigten Staaten.

## Veröffentlichungen
- The Iranian Revolution: Thanatos on a National Scale (1985), ISBN 978-0-916808-28-0.
- The Nature of the Pahlavi Monarchy in Iran, in: Power and Conflict in the Middle East, hrsg. v. Peter Chelkowski und Robert Pranger (1987).
- The Oral History Collection of the Foundation for Iranian Studies, Mitherausgeber Seyyed Vali Reza Nasr (1991). OCLC 27194071 (https://www.worldcat.org/oclc/27194071)
- A Series in Iran's Economic and Social Development, 1941–1978.
- Khuzistan's Development (1995).
- Iran's Atomic Energy Program (1997).
- The Evolution of Iran's Oil Policy (1998).
- Ideology, Process and Politics in Iran's Development Planning (1999).
- The Evolution of Iran's Gas Industry (1999).
- The Evolution of Iran's Petrochemical Industry (2001).
- Ideology, Politics and Process in Iran's Economic Development, 1960–1970 (2001)
- Women, State, and Society in Iran, 2 Bde. (2002, 2003).
- The Life and Times of the Shah, a history of Mohammad Reza Pahlavi, the Shah of Iran 1941–1979, University of California Press, Berkeley (Winter 2008/09), ISBN 978-0-520-25328-5.